# Olympie (ville)
Pour les articles homonymes, voir Olympie (homonymie).
Pour le sanctuaire antique, voir Olympie.
Olympie ou plus exactement Ancienne-Olympie (en grec : Αρχαία Ολυμπία / Archéa Olympía) est une localité du district régional d'Élide (Péloponnèse) en Grèce, de 835 habitants, située au bord du fleuve Alphée, à l'ouest et à proximité immédiate du sanctuaire d’Olympie.
Elle est le siège du dème homonyme.
Elle dispose d’importantes structures hôtelières et touristiques.

## Sanctuaire d’Olympie
Un sanctuaire dédié à Zeus est fondé sur le site au XIe siècle av. J.-C., mais ce n'est qu'en 776 av. J.-C. que les premiers jeux olympiques antiques attestés historiquement ont lieu. Le sanctuaire atteint son apogée à l'époque classique où il appartient à la cité d'Élis.

## Divers
Le village moderne n'existe administrativement que depuis 1908 ; il possède une église, une gare et des hôtels. 
En 2004, les épreuves de lancer du poids des Jeux olympiques d’Athènes se sont déroulées à Olympie.
En août 2007, de violents incendies ont failli détruire le site historique d’Olympie.

## Démographie
| Année | Population |
| ----- | ---------- |
| 1981  | 1 125      |
| 1991  | 1 742      |
| 2001  | 1 475      |

## Relations internationales

### Jumelage
Olympie est jumelée avec les villes suivantes :
- Atlanta (Georgie), États-Unis depuis 1994
- Großostheim, Allemagne depuis 2001